# Scottish Premiership
A Scottish Premiership, conhecida como William Hill Premiership devido a razões de patrocínio, é a principal competição de futebol masculino no sistema de ligas da Escócia, organizada pela Scottish Professional Football League (SPFL) desde 2013.
A Scottish Premiership foi criada em julho de 2013, depois que a SPFL foi formada pela fusão da Scottish Premier League (SPL) e da Scottish Football League (SFL). A divisão é composta por doze clubes, e cada um deles faz 38 jogos por temporada da liga. Dezesseis clubes jogaram na competição desde a sua criação na temporada de 2013–14. O Celtic é o atual campeão da liga, tendo vencido a edição de 2024–25.
Per capita, mais pessoas na Escócia assistem os jogos do seu campeonato nacional do que qualquer outra nação na Europa. A Scottish Premier League é atualmente a 10º no ranking de ligas europeias da UEFA, que é baseado na performance dos clubes membros em competições europeias.

## História
Antigamente a Scottish Football League tinha uma estrutura dividida em dois, Division One e Division Two, nas quais os clubes eram rebaixados e promovidos devido sua classificação no final da temporada.
Em meados dos anos 70, percebeu-se que esta forma de organização era estagnante e foi decidido que iriam dividir em três campeonatos, a Premier Division, a First Division e a Second Division. Este sistema começou na temporada 1975-76.
Isto persistiu até a temporada 1994-95, quando foi introduzida uma divisão estrutural com 4 campeonatos, os três já existentes mais a nova Third Division.

### Formação da SPL
Em 1998, os clubes da Premier Division decidiram se separar da Scottish Football League e formaram a Scottish Premier League, seguindo um exemplo já ocorrido na Inglaterra, que foi introduzido na temporada 1992-93. Essa decisão partiu do desejo dos clubes maiores de ganhar uma maior parte das rendas dos jogos. Originalmente o dinheiro do patrocinador era proporcionalmente dividido entre os clubes das quatro divisões; depois da formação da SPL, isso não aconteceu mais.
No começo a SPL era formada por 10 clubes, mas foi aumentada para 12 na temporada 2000-01. O aumento de 10 para 12 foi parte do contrato oferecido para obter uma maior aprovação dos membros da SFL. Desde então, a SPL tem operado num sistema de pontos corridos que previne a necessidade de 44 jogos por temporada, que já foi usado na Scottish Premier Division, mas hoje em dia é considerado muito grande em uma só temporada.
Sob este sistema, depois de 33 jogos (depois que todos os clubes tiverem jogado entre si três vezes), a tabela é dividida em duas metadas, e os clubes jogam cinco partidas adicionais, contra os times da sua metade da tabela, chegando ao total de 38 jogos.
Isso pode causar que o sétimo colocado acabe com mais pontos que o sexto, pois seus cinco jogos finais são consideravelmente mais fáceis. Na temporada 2005-06, o sétimo colocado (Inverness Caledonian Thistle) acabou a temporada com mais pontos que o quarto colocado (Hibernian).

### Patrocinador
O Bank of Scotland, que patrocinava a liga desde Março de 1999 (A liga ficou sem patrocinador em grande parte da temporada inaugural), não renovou o contrato até o fim da temporada 2006-07. As conversas começaram com o Clydesdale Bank, e o acordo foi firmado logo depois. O contrato de quatro anos no valor de £8 milhões entrou em efeito em Julho de 2007.

## Participantes
Os 12 clubes listados abaixo irão competir na Scottish Premiership durante a temporada de 2023–24.
| Clube               | Localização | Posição em 2022–23                    | Estreia   | Total | Títulos | Último título |
| ------------------- | ----------- | ------------------------------------- | --------- | ----- | ------- | ------------- |
| Aberdeen            | Aberdeen    | 3º, Scottish Premiership              | 1905–06   | 112   | 4       | 1984–85       |
| Celtic              | Glasgow     | 1º, Scottish Premiership (campeão)    | 1890–91   | 127   | 53      | 2022–23       |
| Dundee              | Dundee      | 1º, Scottish Championship (promovido) | 1893–94   | 99    | 1       | 1961–62       |
| Heart of Midlothian | Edimburgo   | 4º, Scottish Premiership              | 1890–91   | 121   | 4       | 1959–60       |
| Hibernian           | Edimburgo   | 5º, Scottish Premiership              | 1895–96   | 117   | 4       | 1951–52       |
| Kilmarnock          | Kilmarnock  | 10º, Scottish Premiership             | 1899–1900 | 94    | 1       | 1964–65       |
| Livingston          | Livingston  | 8º, Scottish Premiership              | 2001–02   | 11    | —       | —             |
| Motherwell          | Motherwell  | 7º, Scottish Premiership              | 1903–04   | 108   | 1       | 1931–32       |
| Rangers             | Glasgow     | 2º, Scottish Premiership              | 1890–91   | 123   | 55      | 2020–21       |
| Ross County         | Dingwall    | 11º, Scottish Premiership             | 2012–13   | 11    | —       | —             |
| St Johnstone        | Perth       | 9º, Scottish Premiership              | 1924–25   | 60    | —       | —             |
| St Mirren           | Paisley     | 6º, Scottish Premiership              | 1890–91   | 113   | —       | —             |

| Aberdeen           | Celtic             | Dundee             | Heart of Midlothian | Hibernian          | Kilmarnock         |
| ------------------ | ------------------ | ------------------ | ------------------- | ------------------ | ------------------ |
| Pittodrie Stadium  | Celtic Park        | Dens Park          | Tynecastle Park     | Easter Road        | Rugby Park         |
| Capacidade: 20 866 | Capacidade: 60 411 | Capacidade: 11 775 | Capacidade: 19 852  | Capacidade: 20 421 | Capacidade: 15 003 |
|                    |                    |                    |                     |                    |                    |
| Livingston         | Motherwell         | Rangers            | Ross County         | St Johnstone       | St Mirren          |
| Almondvale Stadium | Fir Park           | Ibrox Stadium      | Victoria Park       | McDiarmid Park     | St Mirren Park     |
| Capacidade: 8 716  | Capacidade: 13 677 | Capacidade: 50 817 | Capacidade: 6 541   | Capacidade: 10 696 | Capacidade: 7 937  |
|                    |                    |                    |                     |                    |                    |

Ranking de clubes
Ranking quinquenal de clubes da UEFA após a temporada de 2021–22:
- 33.  Rangers (50.250)
- 51.  Celtic (33.000)
- 136.  Aberdeen (9.000)
- 161.  St Johnstone (7.380)
- 162.  Hibernian (7.380)
- 163.  Motherwell (7.380)
- 164.  Kilmarnock (7.380)

## Lista de campeões
- A Scottish Premiership passou a ser disputada a partir da temporada 2013–14

### Scottish Premiership (2013–presente)
| Edição  | Campeão      | Artilheiro                                                               |
| ------- | ------------ | ------------------------------------------------------------------------ |
| 2024–25 | Celtic (55)  | Cyriel Dessers (Rangers), 18                                             |
| 2023–24 | Celtic (54)  | Lawrence Shankland (Hearts), 24                                          |
| 2022–23 | Celtic (53)  | Kyogo Furuhashi (Celtic), 27                                             |
| 2021–22 | Celtic (52)  | R.Charles-Cook (Ross Country Football Club) e G.Giakoumakis (Celtic), 13 |
| 2020–21 | Rangers (55) | Odsonne Edouard (Celtic), 18                                             |
| 2019–20 | Celtic (51)  | Odsonne Edouard (Celtic), 22                                             |
| 2018–19 | Celtic (50)  | Alfredo Morelos (Rangers), 18                                            |
| 2017–18 | Celtic (49)  | Kris Boyd (Kilmarnock Football Club), 18                                 |
| 2016–17 | Celtic (48)  | Liam Boyce (Ross County Football Club), 26                               |
| 2015–16 | Celtic (47)  | Leigh Griffiths (Celtic), 31                                             |
| 2014–15 | Celtic (46)  | Adam Rooney (Aberdeen), 18                                               |
| 2013–14 | Celtic (45)  | Kris Commons (Celtic), 27                                                |

### Scottish Premier League (1998–2013)
- A Scottish Premier League passou a ser disputada a partir da temporada 1998–99 e durou até a temporada 2012–13

| Edição  | Campeão      | Artilheiro                      |
| ------- | ------------ | ------------------------------- |
| 2012–13 | Celtic (44)  | Michael Higdon (Motherwell), 26 |
| 2011–12 | Celtic (43)  | Gary Hooper (Celtic), 24        |
| 2010–11 | Rangers (54) | Kenny Miller (Rangers), 21      |
| 2009–10 | Rangers (53) | Kris Boyd (Rangers), 23         |
| 2008–09 | Rangers (52) | Kris Boyd (Rangers), 27         |
| 2007–08 | Celtic (42)  | Scott McDonald (Celtic), 25     |
| 2006–07 | Celtic (41)  | Kris Boyd (Rangers), 20         |
| 2005–06 | Celtic (40)  | Kris Boyd (Rangers), 32         |
| 2004–05 | Rangers (51) | John Hartson (Celtic), 25       |
| 2003–04 | Celtic (39)  | Henrik Larsson (Celtic), 30     |
| 2002–03 | Rangers (50) | Henrik Larsson (Celtic), 28     |
| 2001–02 | Celtic (38)  | Henrik Larsson (Celtic), 29     |
| 2000–01 | Celtic (37)  | Henrik Larsson (Celtic), 35     |
| 1999–00 | Rangers (49) | Mark Viduka (Celtic), 25        |
| 1998–99 | Rangers (48) | Henrik Larsson (Celtic), 29     |

### Scottish Football League Premier Division (1975–1998)
| Edição  | Campeão           | Artilheiro                                             |
| ------- | ----------------- | ------------------------------------------------------ |
| 1997–98 | Celtic (36)       | Marco Negri (Rangers), 32                              |
| 1996–97 | Rangers (47)      | Jorge Cadete (Celtic), 25                              |
| 1995–96 | Rangers (46)      | Pierre van Hooijdonk (Celtic), 26                      |
| 1994–95 | Rangers (45)      | Tommy Coyne (Motherwell), 16                           |
| 1993–94 | Rangers (44)      | Mark Hateley (Rangers), 22                             |
| 1992–93 | Rangers (43)      | Ally McCoist (Rangers), 34                             |
| 1991–92 | Rangers (42)      | Ally McCoist (Rangers), 34                             |
| 1990–91 | Rangers (41)      | Tommy Coyne (Celtic), 18                               |
| 1989–90 | Rangers (40)      | John Robertson (Heart of Midlothian), 24               |
| 1988–89 | Rangers (39)      | Mark McGhee (Celtic) e Charlie Nicholas (Aberdeen), 16 |
| 1987–88 | Celtic (35)       | Tommy Coyne (Dundee), 33                               |
| 1986–87 | Rangers (38)      | Brian McClair (Celtic), 35                             |
| 1985–86 | Celtic (34)       | Ally McCoist (Rangers), 24                             |
| 1984–85 | Aberdeen (4)      | Frank McDougall (Aberdeen), 22                         |
| 1983–84 | Aberdeen (3)      | Brian McClair (Celtic), 23                             |
| 1982–83 | Dundee United (1) | Charlie Nicholas (Celtic), 29                          |
| 1981–82 | Celtic (33)       | George McCluskey (Celtic), 21                          |
| 1980–81 | Celtic (32)       | Frank McGarvey (Celtic), 23                            |
| 1979–80 | Aberdeen (2)      | Douglas Somner (St. Mirren), 25                        |
| 1978–79 | Celtic (31)       | Andy Ritchie (Greenock Morton), 22                     |
| 1977–78 | Rangers (37)      | Derek Johnstone (Rangers), 25                          |
| 1976–77 | Celtic (30)       | Willie Pettigrew (Motherwell), 21                      |
| 1975–76 | Rangers (36)      | Kenny Dalglish (Celtic), 24                            |

### Scottish Football League Division One (1955–1975)
| Edição  | Campeão                 | Artilheiro                                                        |
| ------- | ----------------------- | ----------------------------------------------------------------- |
| 1974–75 | Rangers (35)            | Andy Gray (Dundee United) e Willie Pettigrew (Motherwell), 20     |
| 1973–74 | Celtic (29)             | John "Dixie" Deans (Celtic), 26                                   |
| 1972–73 | Celtic (28)             | Alan Gordon (Hibernian), 27                                       |
| 1971–72 | Celtic (27)             | Joe Harper (Aberdeen), 33                                         |
| 1970–71 | Celtic (26)             | Harry Hood (Celtic), 22                                           |
| 1969–70 | Celtic (25)             | Colin Stein (Rangers), 24                                         |
| 1968–69 | Celtic (24)             | Kenny Cameron (Dundee United), 26                                 |
| 1967–68 | Celtic (23)             | Bobby Lennox (Celtic), 32                                         |
| 1966–67 | Celtic (22)             | Stevie Chalmers (Celtic) , 21                                     |
| 1965–66 | Celtic (21)             | Joe McBride (Celtic) e Alex Ferguson (Dunfermline Athletic), 31   |
| 1964–65 | Kilmarnock (1)          | Jim Forrest (Rangers), 29                                         |
| 1963–64 | Rangers (34)            | Alan Gilzean (Dundee), 32                                         |
| 1962–63 | Rangers (33)            | Jimmy Millar (Rangers), 27                                        |
| 1961–62 | Dundee (1)              | Alan Gilzean (Dundee), 24                                         |
| 1960–61 | Rangers (32)            | Alex Harley (Third Lanark Athletic), 42                           |
| 1959–60 | Heart of Midlothian (4) | Joe Baker (Hibernian), 42                                         |
| 1958–59 | Rangers (31)            | Joe Baker (Hibernian), 25                                         |
| 1957–58 | Heart of Midlothian (3) | Jimmy Wardhaugh e Jimmy Murray (ambos do Heart of Midlothian), 28 |
| 1956–57 | Rangers (30)            | Hugh Baird (Airdrieonians), 33                                    |
| 1955–56 | Rangers (29)            | Jimmy Wardhaugh (Heart of Midlothian), 28                         |

### Scottish Football League Division 'A' (1946–1955)
| Edição  | Campeão       | Artilheiro                                                  |
| ------- | ------------- | ----------------------------------------------------------- |
| 1954–55 | Aberdeen (1)  | Willie Bauld (Heart of Midlothian), 21                      |
| 1953–54 | Celtic (20)   | Jimmy Wardhaugh (Heart of Midlothian), 27                   |
| 1952–53 | Rangers (28)  | Lawrie Reilly (Hibernian) e Charlie Fleming (East Life), 30 |
| 1951–52 | Hibernian (4) | Lawrie Reilly (Hibernian), 27                               |
| 1950–51 | Hibernian (3) | Lawrie Reilly (Hibernian), 22                               |
| 1949–50 | Rangers (27)  | Willie Bauld (Heart of Midlothian), 30                      |
| 1948–49 | Rangers (26)  | Alex Stott (Dundee), 30                                     |
| 1947–48 | Hibernian (2) | Archie Aikman (Falkirk), 20                                 |
| 1946–47 | Rangers (25)  | Bobby Mitchell (Third Lanark Athletic), 22                  |

### Scottish Football League Division One (1893–1946)
| Edição    | Campeão                   | Artilheiro                                                            |
| --------- | ------------------------- | --------------------------------------------------------------------- |
| 1938–39   | Rangers (24)              | Alex Venters (Rangers), 35                                            |
| 1937–38   | Celtic (19)               | Andy Black (Heart of Midlothian), 34                                  |
| 1936–37   | Rangers (23)              | David Wilson (Hamilton Academical), 34                                |
| 1935–36   | Celtic (18)               | Jimmy McGrory (Celtic), 50                                            |
| 1934–35   | Rangers (22)              | David McCulloch (Heart of Midlothian), 38                             |
| 1933–34   | Rangers (21)              | Jimmy Smith (Rangers), 41                                             |
| 1932–33   | Rangers (20)              | Willie MacFayden (Motherwell), 45                                     |
| 1931–32   | Motherwell (1)            | Willie MacFayden (Motherwell), 54                                     |
| 1930–31   | Rangers (19)              | Barney Battles (Heart of Midlothian), 44                              |
| 1929–30   | Rangers (18)              | Benny Yorston (Aberdeen), 38                                          |
| 1928–29   | Rangers (17)              | Evelyn Morrison (Falkirk), 43                                         |
| 1927–28   | Rangers (16)              | Jimmy McGrory (Celtic), 47                                            |
| 1926–27   | Rangers (15)              | Jimmy McGrory (Celtic), 49                                            |
| 1925–26   | Celtic (17)               | Willie Devlin (Cowdenbeath), 40                                       |
| 1924–25   | Rangers (14)              | Willie Devlin (Cowdenbeath), 33                                       |
| 1923–24   | Rangers (13)              | David Halliday (Dundee), 38                                           |
| 1922–23   | Rangers (12)              | Jock White (Heart of Midlothian), 30                                  |
| 1921–22   | Celtic (16)               | Duncan Walker (St. Mirren), 45                                        |
| 1920–21   | Rangers (11)              | Hughie Ferguson (Motherwell), 43                                      |
| 1919–20   | Rangers (10)              | Hughie Ferguson (Motherwell), 33                                      |
| 1918–19   | Celtic (15)               | David McLean (Rangers), 29                                            |
| 1917–18   | Rangers (9)               | Hughie Ferguson (Motherwell), 35                                      |
| 1916–17   | Celtic (14)               | Bert Yarnall (Airdrieonians), 39                                      |
| 1915–16   | Celtic (13)               | James McColl (Celtic), 34                                             |
| 1914–15   | Celtic (12)               | Tom Gracie (Heart of M e James Richardson (Ayr), 29                   |
| 1913–14   | Celtic (11)               | James Reid (Airdrieonians), 27                                        |
| 1912–13   | Rangers (8)               | James Reid (Airdrieonians), 30                                        |
| 1911–12   | Rangers (7)               | Willie Reid (Rangers), 33                                             |
| 1910–11   | Rangers (6)               | Willie Reid (Rangers), 38                                             |
| 1909–10   | Celtic (10)               | Jimmy Quinn (Celtic) e Jock Simpson (Falkirk) 24                      |
| 1908–09   | Celtic (9)                | John Hunter (Dundee), 29                                              |
| 1907–08   | Celtic (8)                | Jock Simpson (Falkirk), 32                                            |
| 1906–07   | Celtic (7)                | Jimmy Quinn (Celtic), 29                                              |
| 1905–06   | Celtic (6)                | Jimmy Quinn (Celtic), 20                                              |
| 1904–05   | Celtic (5)                | Robert Hamilton (Rangers) e Jimmy Quinn (Celtic), 19                  |
| 1903–04   | Third Lanark Athletic (1) | Robert Hamilton (Rangers), 28                                         |
| 1902–03   | Hibernian (1)             | David Reid (Hibernian), 14                                            |
| 1901–02   | Rangers (5)               | William Maxwell (Third Lanark Athletic), 10                           |
| 1900–01   | Rangers (4)               | Robert Hamilton (Rangers), 20                                         |
| 1899–1900 | Rangers (3)               | Robert Hamilton (Rangers) e William Michael (Heart of Midlothian), 15 |
| 1898–99   | Rangers (2)               | Robert Hamilton (Rangers), 25                                         |
| 1897–98   | Celtic (4)                | Robert Hamilton (Rangers), 18                                         |
| 1896–97   | Heart of Midlothian (2)   | Willie Taylor (Heart of Midlothian), 12                               |
| 1895–96   | Celtic (3)                | Allan Martin (Celtic), 19                                             |
| 1894–95   | Heart of Midlothian (1)   | James Miller (Clyde), 12                                              |
| 1893–94   | Celtic (2)                | Sandy McMahon (Celtic), 16                                            |

### Scottish Football League (1890–1893)
| Edição  | Campeão                     | Artilheiro                                          |
| ------- | --------------------------- | --------------------------------------------------- |
| 1892–93 | Celtic (1)                  | Sandy McMahon e John Campbell (ambos do Celtic), 11 |
| 1891–92 | Dumbarton (2)               | Jack Bell (Dumbarton), 23                           |
| 1890–91 | Dumbarton (1) – Rangers (1) | Jack Bell (Dumbarton), 20                           |

## Títulos por clube
Desde a criação da SPL, apenas os ultrarrivais da Old Firm, Celtic e Rangers, ganharam o título, com dezenove títulos do Celtic e oito  títulos do Rangers. No total de títulos do Campeonato Escocês disputado desde 1890, Rangers e Celtic estão empatados em número de conquistas, com 55 para cada lado. O Third Lanark Athletic Club é o outro único clube de Glasgow (já extinto) a ter ganho, uma única vez.
Os demais rivais citadinos possuem o mesmo número de títulos: da capital Edimburgo, Hibernian e Heart of Midlothian possuem quatro cada um; de Dundee, Dundee e Dundee United têm um cada. De suas cidades-título, Aberdeen tem quatro, Dumbarton dois e Kilmarnock e Motherwell, ambos um.
| Posição | Número de Títulos | Clube      |
| ------- | ----------------- | ---------- |
| 1       | 55                | Rangers    |
| 1       | 55                | Celtic     |
| 3       | 4                 | Aberdeen   |
| 3       | 4                 | Hearts     |
| 3       | 4                 | Hibernian  |
| 6       | 2                 | Dumbarton  |
| 7       | 1                 | Dundee     |
| 7       | 1                 | Kilmarnock |
| 7       | 1                 | Motherwell |
| 7       | 1                 | Thirds     |